# ボブ・グッチョーネ
ボブ・グッチョーネ (Bob Guccione) ことロバート・チャールズ・ジョセフ・エドワード・サバティーニ・グッチョーネ（Robert Charles Joseph Edward Sabatini Guccione〈[ɡuːˈtʃoʊni] goo-CHOH-nee〉、1930年12月17日 - 2010年10月20日）は、アメリカ合衆国の写真家、雑誌発行者。1965年に成人向け雑誌『ペントハウス』を創刊した人物。
『ペントハウス』はヒュー・ヘフナーの『プレイボーイ』に対抗することを目的とし、『プレイボーイ』よりも極端なエロティックなコンテンツ、ソフトフォーカス写真の特別なスタイル、政府の汚職やスキャンダルの詳細な報道を特徴としていた。1982年に『フォーブス』誌の長者番付「フォーブス400」に掲載され、マンハッタンで有数の豪邸を所有した。奔放な投資の失敗と1990年代の無料のオンライン・ポルノの成長により、グッチョーネの市場シェアは大きく縮小した。2003年にグッチョーネの出版社は破産を申請し、グッチョーネは会長を辞任した。

## 若年期
グッチョーネはニューヨーク・ブルックリンのシチリア島出身のイタリア系移民の家に生まれ、ニュージャージー州バーゲンフィールドでカトリック教徒として育った。父親のアンソニーは会計士で、母親のニーナは主婦だった。グッチョーネは聖職者になろうとしたが、拒絶された。グッチョーネは、ニュージャージー州ブレアスタウンの予科学校、ブレアアカデミーに通っていた。
10代の頃に最初の妻リリアン・ベッカーと結婚し、娘を1人もうけたが結婚生活は上手く行かなかった。グッチョーネは妻子を残し、画家を目指してヨーロッパに渡った。ヨーロッパでイギリス人女性ミュリエル(Muriel)と出会い、ミュリエルと一緒にロンドンに移り住んで結婚した。2人の間には4人の子供がいた。
家族を養うためにグッチョーネはコインランドリーのチェーン店を経営していたが、後にアメリカの週刊紙『ロンドン・アメリカン』で漫画家としての仕事を得、ミュリエルもピンナップのポスターを売るビジネスを始めた。また、ボックス・カードのためにグリーティングカード用の漫画も描いた。

## キャリア
グッチョーネは1965年にイギリスで、1969年に北米で『ペントハウス』を創刊した。これは、ヒュー・ヘフナーの『プレイボーイ』に対抗しようとしたものだった。『プレイボーイ』は常にリベラルな傾向を持ち、公民権運動やその他の社会正義運動を支持していた。それに対しグッチョーネは、よりセンセーショナルな記事を提供し、他の男性誌よりもはるかに調査的に雑誌を執筆し、政府の隠蔽工作やスキャンダルについての記事も掲載した。クレイグ・S・カーペル、ジェームズ・デイル・デビッドソン、アーネスト・ヴォルクマン、そしてシーモア・ハーシュなどのライターは、アメリカ政府の数々のスキャンダルや汚職を暴露した。一方、『プレイボーイ』はある種の保守主義を維持し、アメリカの主流の消費者主義を拒絶するのではなく、それを受け入れた。『プレイボーイ』は、ヒュー・ヘフナーが熱中していたスポーツの取材に大々的に力を入れていたが、グッチョーネはスポーツには全く興味がなかったため『ペントハウス』でスポーツの結果やスポーツ選手を取り上げることはなく、その代わりにアートの世界を取材することを好んでいた。
リソースがなかったため、グッチョーネは雑誌の創刊号に登場するモデルのほとんどを自分で撮影した。グッチョーネは、写真撮影の専門的な訓練を受けていなかったため、絵画の知識を写真撮影に応用した。その結果生まれたソフトフォーカスの写真は、『ペントハウス』の特徴となった。グッチョーネは、撮影が完了するまでに数日かかることもあった。
雑誌の成功により、グッチョーネは公然と贅沢な生活をするようになった。グッチョーネはマンハッタンのアッパー・イースト・サイドに2千平方メートルの豪邸を構えた。しかし、ヘフナーがプレイボーイ・マンションで乱痴気騒ぎを繰り広げていたのとは対照的に、1970年代の性の革命の絶頂期にあっても、グッチョーネの豪邸での生活は驚くほど落ち着いていた。グッチョーネは、DJとして雇われていた地元のラジオパーソナリティをボディガードに追い出してもらい、裸でプールに飛び込んだこともあったと報じられている。
『ペントハウス』は当時一般的に販売されていた多くの男性誌よりも、より露骨な内容を提供していた。女性の陰毛を見せたのはこの雑誌が初めてで、その後、正面からの全裸、そして外陰部と肛門を露出したものがそれに続いた。1960年代の終わりまで、公に流通する出版物で女性の臀部や乳房以上のものを表示することは認められておらず、猥褻罪に問われる危険性があった。低予算のアングラ雑誌のみが女性の性器や露骨なポーズを掲載していた。しかし、カウンターカルチャー運動により、性的態度がますます自由になり、一連の裁判所の判決により、ポルノに対する法的規制のほとんどが廃止された。また『ペントハウス』は、長年にわたり、マドンナやヴァネッサ・ウィリアムスのような有名人の写真について、未承諾のものも掲載してきた。どちらの場合も、その写真はキャリアの早い時期に撮影され、マドンナやウィリアムズが有名になってから『ペントハウス』に販売されたものである。ウィリアムズの場合は、これが原因でミス・アメリカ1984を一時強制的に辞退させられることになった。1990年代後半になると同誌は排尿、緊縛などのフェティッシュな内容をより多く掲載するようになった。
1970年代初頭、グッチョーネはユーゴスラビアのアドリア海沿岸のマリンスカの北のクルク島にある高級ホテルリゾート、ハルドヴォ・パレス・ホテル内のカジノの開設に約4500万ドルを投資し、さらに広告に50万ドルを投資した。ユーゴスラビアは名目上は共産主義国であるにもかかわらず、外国からの投資を奨励していた。ホテルはユーゴスラビアの建築家ボリス・マガシュによって設計され、1972年に正式にオープンした。カジノのスタッフには約50人のペントハウス・ペットを含み、ホテルにはイラクのサダム・フセイン元大統領も宿泊した。だが、このカジノはオープン翌年には倒産してしまった。
1976年、グッチョーネは個人的な財産約1,750万ドルを使ってポルノ映画『カリギュラ』の制作を開始した。マルコム・マクダウェル、ヘレン・ミレン、ジョン・ギールグッド、ピーター・オトゥールといった豪華なキャストを起用し、イタリアのポルノ映画界の巨匠・ティント・ブラスが監督を務めた。1979年に公開され、大ヒットを記録した。
また、グッチョーネは雑誌『オムニ』『ビバ』『ロングライフ』も創刊した。後にアメリカ版『ヴォーグ』の編集長となるアナ・ウィンターの編集者としての最初の仕事は、『ビバ』のファッションエディターだった。
さらに、文章を中心とした『ペントハウス・フォーラム』を創刊した。2000年代初頭には、性的に露骨なストーリーが特徴のコミック・ブック『ペントハウス・コミックス』を創刊したが、短命に終わった。
1982年、グッチョーネは『フォーブス』の長者番付「フォーブス400」に掲載され、その純資産額は4億ドルと報告された。2002年4月の『ニューヨーク・タイムズ』の記事によると、『ペントハウス』は30年間で35億ドルから40億ドルの収益を上げ、純利益は5億ドル近くになったとグッチョーネは述べている。

### 賞と栄誉
グッチョーネの論説は、学術分野の一部で賞賛され認められた。例えば、1975年には「ベトナム帰還兵の福祉や現代社会における犯罪の問題など現代の重要な問題に編集上の注意を向けたこと」が評価され、ブランダイス大学から表彰された。
2013年、バリー・アヴリッチはグッチョーネの人生を描いたドキュメンタリー映画Filthy Gorgeous: The Bob Guccione Story（卑猥で豪華: ボブ・グッチョーネの物語）を製作した。この映画は2013年9月9日にトロント国際映画祭でプレミア上映された。その後、2013年11月にカナダとアメリカでテレビ放映された。

### 衰退と辞任
1億6千万ドルの損失を出したペントハウス・ボードウォーク・ホテル・アンド・カジノや建設されなかった核融合発電所など、グッチョーネの投資は失敗に終わり、出版社の財政難に拍車をかけることになった。モニカ・ルインスキーに雑誌のためにポーズを取らせようとしたり（1998年のサタデー・ナイト・ライブのスケッチでパロディ化された）、ユナボマーに自由なフォーラムを提供したりといったことで悪評を集めた。グッチョーネは汚名を払拭し売上を回復させようと努力したが、読者増にはつながらなかった。1990年代後半には、オンライン・ポルノ（多くの場合無料）にアクセスできるようになったため、『ペントハウス』の発行部数はさらに減少した。
2003年、『ペントハウス』の出版元であるゼネラル・メディア社は破産を申請した。グッチョーネもペントハウス・インターナショナル社の取締役会長兼CEOを辞任した。ゼネラル・メディア社の親会社であるフレンドファインダー・ネットワークも、2013年9月17日に破産を申請した。これらの会社は2013年12月に3億ドルの負債を解消し、破産保護から脱却した。再編の一環として株式は上場廃止された。『ペントハウス』の発行は継続されている。

### その他の業績
1974年の映画『チャイナタウン』や1975年の映画『イナゴの日』に、グッチョーネは出資した。

## 私生活

### 家族
グッチョーネの長男のボブ・グッチョーネ・ジュニア（1955年生）は音楽誌『スピン』を創刊し編集長を務めたが、すぐに編集方針を巡って父と対立し、最終的には息子が独自に投資家を見つけて雑誌の資金調達を継続した。以来、父と息子は疎遠になったままだったが、2010年の父の死の前に和解したと報じられている。

### 結婚
グッチョーネは4回結婚している。最初に10代のときにリリアン・ベッカー(Lilyanne Becker)と結婚した。その後 1966年にミュリエル・ハドソン(Muriel Hudson)と結婚し、ボブ・ジュニアを始め4人の子をもうけたが、1979年に離婚した。
1965年にロンドンで南アフリカ出身のキャシー・キートン(Kathy Keeton)と出会い、雑誌編集者として長年に渡る協力者となった。1988年にキャシーと結婚し、グッチョーネにとっては3度目の結婚となったが、1999年に手術の合併症により58歳で亡くなった。
キャシーは死の数ヶ月前にエイプリル・ドーン・ウォーレン(April Dawn Warren)という元モデルと親しくなり、エイプリルがキャシーによって選ばれた後継者であると噂された。長い婚約期間を経て、グッチョーネは2006年にエイプリルと結婚した。
グッチョーネはキャシーの死後も『ペントハウス』のマストヘッドにキャシー・キートンの名前を社長として掲載し続けたが、エイプリルが10年間同誌のクリエイティブ・ディレクターを務めた後、マストヘッドにエイプリルの名を加えた。グッチョーネは2010年に79歳で亡くなるまで、エイプリルとともに回想集Good to Knowに取り組んでいた。

### 邸宅
グッチョーネはフランスとイタリアから職人を呼び寄せ、マンハッタンのアッパー・イースト・サイドに、マンハッタン最大の私邸を建設した。邸宅の入口の大理石の柱には、グッチョーネと妻の顔が掘られていた。『ニューヨーク・マガジン』は「マンハッタン最大級の私邸で、部屋数は30室、維持費は年間500万ドルかかる」と報じた。
2003年11月、この邸宅は抵当権者であるニュージャージー州のケネディ・ファンディングと、数十億ドル規模のヘッジファンド、エリオット・アソシエイツの関連会社によって差し押さえられた。2004年1月、立ち退きの際に投資家グループがグッチョーネを支援した。ロンドンに拠点を置く投資家のジェイソン・ガラニス(Jason Galanis)が投資グループを率いて、この物件を現金2650万ドルで購入した 。豪邸を購入したのは、豪邸の取得のために設立されたNYリアルエステートLLCだった。ガラニスは260万ドルを拠出し、ニューヨークのヘッジファンド2社、ローラス・ファンドとアレクサンドル・アセット・マネジメントが、ゼネラル・メディアの親会社であり債務者でもあるペントハウス・インターナショナルが所有するNYリアル・エステートLLCに2400万ドルの住宅ローンを組んだ。
破産をめぐる訴訟が1年以上にわたって続いた結果、ローラス社への約束手形は技術的な契約違反とみなされ、800万ドルを超える厳しい罰金が課せられた。ペントハウス・インターナショナルは、違約金とグッチョーネに付与された年間1.00ドルの終身リースのために、この物件を市場に出すことができなくなり、借り換えを見送ることを選択した。ローラス社は、家の所有権を奪うためにグッチョーネを訴えた。この物件は、希望価格の5900万ドルを大幅に下回る4900万ドルで、ウォール街の投資家フィリップ・ファルコーネに売却されたと報じられている。
グッチョーネはニューヨークのスタッツバーグにあるカントリーハウス（現在はローカスト・オン・ハドソンとして知られている。）を売却せざるを得なかった。その屋敷は、女優のユマ・サーマンとホテル経営者のアンドレ・バラッツが購入した。グッチョーネが所有していた、ハドソン川沿いの75エーカーの敷地にある15室のバロック様式の漆喰の邸宅も差し押さえられ、400万ドルで売却された。

### 美術
グッチョーネは画家でもあり、その作品はナッソー郡美術館やバトラー・アメリカンアート美術館で初公開された。彼の作品は現在もボルギ・ファイン・アート・ギャラリーに展示されており、POBAのオンラインコレクションでも紹介されている。
グッチョーネは世界的に有名な美術品コレクターである。グッチョーネのコレクションの目玉は、アメデオ・モディリアーニの肖像画や、パブロ・ピカソによる息子パウロを描いた肖像画などである。
グッチョーネの美術品コレクションは、アトランティックシティのカジノの事業で発生したグッチョーネの個人的な負債を返済するために、2002年11月にサザビーズのオークションで売却された。このコレクションは、その2年前にクリスティーズによって総額5,900万ドルと査定されていた。しかし、アメリカ同時多発テロ事件の影響で美術品市場が落ち込み、売却総額は査定を大きく下回る1,900万ドルとなった。これは貸主であるスイス・リー（スイス再保険会社）への支払いに充てられた。スイス・リーは、負債の返済が400万ドル不足しているとして、ニューヨーク州裁判所にグッチョーネを提訴した。
グッチョーネの美術品、写真、記念品などの残りの個人コレクションの多くは、2012年初頭に起業家のジェレミー・フロマーによって買収された。このコレクションには、60点以上のグッチョーネの油絵のほかにもアーサー・カミングス、ビル・リー、スーズ・ランドール、アール・ミラー、バース・ミルトン・シニアなどのアーティストによるオリジナルのイラストや写真が含まれていた。コレクションの目玉は、60年代、70年代、80年代を通してグッチョーネが自ら撮影した25万枚の写真である。フロマーが入手した品々は、フロマーの会社であるJerrick Ventures LLCが2013年6月に開設したウェブサイト「Filthy Gorgeous Media」を制作するきっかけとなった。

### 死去
2004年にグッチョーネは咽頭癌の手術を受けた。その後、グッチョーネは末期の肺癌と診断され、80歳の誕生日の2か月前の2010年10月20日、テキサス州プレイノの病院で妻のエイプリルに看取られながら息を引き取った。